# Pamponerus
Pamponerus is een vliegengeslacht uit de familie van de roofvliegen (Asilidae).

## Soorten
- Pamponerus choremii Smart & Taylor & Hull, 2007
- Pamponerus epirus Tomasovic, 2002
- Pamponerus germanicus (Linnaeus, 1758) - bruinvleugelroofvlieg
- Pamponerus helveticus (Mik, 1864)